# Sanctuaire du Doux-Nom-de-Jésus de San José
Le sanctuaire du Doux-Nom-de-Jésus est une église située dans le barrio de Pitahaya à San José, capitale du Costa Rica, que l’Église catholique rattache à l’archidiocèse de San José de Costa Rica en tant qu’église paroissiale située dans le vicariat Saint-Joseph.
L’église est souvent dite « sanctuaire national »,,, mais rien ne vient confirmer qu’elle ait été déclarée comme sanctuaire national par la Conférence épiscopale du Costa Rica, pas même le site de l’archidiocèse. C’est probablement juste une ancienne dénomination.